# 服务营销
服务营销是市场营销的一个分支，通常是指企业对消费者（B2C）和企业对企业（B2B）服务的营销，這些服務涵蓋电信服务、金融服務、各类接待服務、旅游休闲和娱乐服务、汽车租赁服务、保健服务以及专业服务和贸易服务等領域。服务营销作为一个独立的研究领域出现在20世纪80年代初，因为人们认识到服务的独特特征与实物商品的营销相比需要不同的战略。